# Critica lui Lucas
Critica lui Lucas susține că este naiv să se încerce prognozarea efectelor unei modificări de politică economică bazându-se exclusiv pe relațiile identificate în datele istorice, în special în cele puternic agregate. Mai formal, aceasta afirmă că regulile de decizie ale modelelor keynesiene — precum funcția de consum — nu pot fi considerate structurale, deoarece nu își păstrează invariabilitatea atunci când variabilele politicii guvernamentale sunt modificate. Denumirea provine de la economistul american Robert Lucas, recunoscut pentru contribuțiile sale la teoria așteptărilor raționale și pentru analiza impactului politicilor macroeconomice asupra comportamentului agenților economici.
Critica lui Lucas reprezintă un reper important în istoria gândirii economice, marcând o schimbare de paradigmă în teoria macroeconomică a anilor 1970. Aceasta a fost un catalizator al tranziției către modele economice bazate pe microfundamente, subliniind relevanța comportamentului individual și a deciziilor agenților economici în elaborarea politicilor.

## Teza
Critica lui Lucas nu era un concept nou în 1976. Argumentul și logica sa au fost prezentate pentru prima dată de Frisch (1938) și discutate de Haavelmo (1944), printre alții. Idei conexe sunt exprimate prin Legea lui Campbell și Legea lui Goodhart—însă, într-un articol din 1976, Lucas a subliniat că această idee simplă invalida recomandările de politică economică bazate pe concluzii extrase din modelele macroeconometrice de mari dimensiuni. Deoarece parametrii acestor modele nu erau structurali, adică nu erau invariabili față de schimbările politice (modificarea regulilor jocului), aceștia se modificau inevitabil ori de câte ori politica se schimba. Astfel, concluziile referitoare la politică, extrase din aceste modele, ar putea fi potențial înșelătoare. Acest argument a ridicat îndoieli cu privire la validitatea modelelor econometrice larg utilizate, care nu aveau fundamente solide în teoria economică dinamică. Lucas a rezumat critica astfel:
„Având în vedere că structura unui model econometric se bazează pe reguli decizionale optime ale agenților economici, iar aceste reguli variază sistematic în funcție de modificările structurii seriilor relevante pentru factorii de decizie, rezultă că orice schimbare de politică va modifica în mod sistematic structura modelelor econometrice.”
Critica lui Lucas este, în esență, un rezultat negativ. Ea le oferă economiștilor o lecție despre cum să nu abordeze analizele economice. Critica sugerează că, pentru a prezice efectele unui experiment de politică, este necesar să se modeleze „parametrii fundamentali” (legătura cu preferințele, tehnologia și constrângerile de resurse) care guvernează comportamentul individual: așa-numitele „microfundamente”. Aceste microfundamente reprezintă baza pentru construirea unor modele economice care reflectă comportamentele individuale, spre deosebire de modelele macroeconomice care nu sunt ancorate în deciziile individuale. Dacă aceste modele pot explica regularitățile empirice observate, atunci putem prezice comportamentele indivizilor, având în vedere schimbările de politică, și putem agrega deciziile individuale pentru a estima efectele macroeconomice ale modificării politicii.
La scurt timp după publicarea articolului lui Lucas, Kydland și Prescott au publicat lucrarea „Rules rather than Discretion: The Inconsistency of Optimal Plans,” în care nu doar au descris structuri generale în care beneficiile pe termen scurt sunt anulate prin modificările așteptărilor pe termen lung, dar au explicat și cum coerența temporală (capacitatea de a menține eficiența unui plan optim pe termen lung, în fața schimbărilor de așteptări) poate depăși aceste dificultăți. Această lucrare și cercetările ulterioare au dus la dezvoltarea unui program de cercetare pozitivă în domeniul economiei dinamice și cantitative.
Critica lui Lucas a fost o inovație metodologică semnificativă. Ea nu contrazice ideea că politica fiscală poate avea un caracter anticiclic, așa cum a fost asociat de unii cu John Maynard Keynes.

## Exemple
O aplicație importantă a criticei (independent de microfundamentele propuse) este implicația acesteia conform căreia corelația negativă istorică dintre inflație și șomaj, cunoscută sub denumirea de curba Phillips, ar putea fi invalidată în cazul în care autoritățile monetare ar încerca să o exploateze. Creșterea permanentă a inflației, în speranța că aceasta va reduce permanent șomajul, ar duce, în cele din urmă, la o creștere a prognozelor de inflație ale firmelor, ceea ce le-ar modifica deciziile de angajare. Cu alte cuvinte, doar pentru că inflația ridicată a fost asociată cu șomaj scăzut sub politica monetară din prima jumătate a secolului XX, nu înseamnă că inflația mare ar trebui să conducă la șomaj scăzut în orice regim monetar alternativ.
Pentru un exemplu simplu, luați în considerare întrebarea cât ar trebui să cheltuiască Fort Knox⁠(d) pentru protecție. Fort Knox, situat în Statele Unite, este un complex de depozitare a aurului, celebru pentru securitatea sa extremă. Fort Knox nu a fost niciodată jefuit. Analiza statistică folosind date agregate la nivel înalt ar indica, prin urmare, că probabilitatea unui jaf este independentă de resursele cheltuite pentru paznici. Implicația politică a unei astfel de analize ar fi eliminarea paznicilor și salvarea acelor resurse. Această analiză ar fi, totuși, supusă Criticii Lucas, iar concluzia ar induce în eroare. Pentru a analiza corect compromisul dintre probabilitatea unui jaf și resursele cheltuite pentru paznici, trebuie luați în considerare în mod explicit „parametrii profundi” (preferințe, tehnologie și constrângeri de resurse) care guvernează comportamentul individual. În special, stimulentele infractorilor de a încerca să jefuiască Fort Knox depind de prezența paznicilor. Cu alte cuvinte, cu securitatea grea care există astăzi la fort, este puțin probabil ca infractorii să încerce un jaf, deoarece știu că este puțin probabil să reușească. Cu toate acestea, o schimbare a politicii de securitate, cum ar fi eliminarea paznicilor, i-ar determina pe criminali să reevalueze costurile și beneficiile jefuirii fortului. Deci, doar pentru că nu există jaf în cadrul politicii actuale nu înseamnă că ar trebui să se aștepte ca acest lucru să continue în toate politicile posibile. Pentru a răspunde la întrebarea despre câte resurse ar trebui să cheltuiască Fort Knox pentru protecție, analistul trebuie să modeleze „parametrii profundi” și să se străduiască să prezică ce vor face indivizii condiționat de schimbarea politicii.